# RapidFire
RapidFire est une gamme de jeux vidéo publiée par Strategic Simulations entre 1982 et 1983 et destinée aux joueurs n’étant pas intéressé par les jeux plus sérieux et plus lent jusque-là développés par le studio. Celle-ci bénéficie d’un packaging différent des autres jeux publiés par Strategic Simulations afin de mettre en avant la facilité d’utilisation et la vitesse de ces nouveaux titres qui se traduit par l’introduction dans certains d’entre eux d’éléments d’action et de temps réel. La gamme inclut notamment les titres Cytron Masters, Galactic Gladiators, The Cosmic Balance et S.E.U.I.S.. Bien que la gamme RapidFire soit destinée a atteindre un public plus large, ses titres ne connaissent pas plus de succès que les jeux de guerres traditionnels du studio (Cytron Masters se vend par exemple à seulement 4 702 exemplaires) et SSI abandonne rapidement ce label.

## Liste des jeux
- 1982 : Cytron Masters, créé par Dan Bunten
- 1982 : Galactic Gladiators, créé par Tom Reamy
- 1982 : The Cosmic Balance, créé par Paul Murray
- 1982 : S.E.U.I.S., créé par John Lyon
- 1983 : The Cosmic Balance II, créé par Paul Murray[4]
- 1983 : Galactic Adventures, créé par Tom Reamy
- 1983 : Fortress, créé par Jim Templemen et Patty Denbrook
- 1983 : Epidemic!, créé par Steven Faber
- 1983 : Queen of Hearts, créé par John Lyon
- 1983 : Combat Leader, créé par David Hille

## Accueil
La première série de jeu de la gamme RapidFire, publiée en 1982 et qui inclut Cytron Masters, Galactic Gladiators, The Cosmic Balance et S.E.U.I.S., est plutôt bien accueillie par le magazine The Space Gamer. L'auteur du test, Chris Smith, la considère en effet comme la meilleure gamme de produit qu'il connaisse sur ordinateur et juge que, individuellement, les jeux qui la composent sont également réussis. Sa principale critique réside ainsi dans le fait que, au moment du test, la gamme n'inclut que quatre jeux.